# Удмуртская улица (Москва)
Удмуртская улица — улица на востоке Москвы в районе Перово Восточного административного округа между Мастеровой и Перовской улицами.

## Происхождение названия
Удмуртская улица, бывший Проектируемый проезд № 5177, получила своё название в октябре 2016 года в связи с 96-летием государственности Удмуртии, образованной в 1920 году. С инициативой выступило руководство Удмуртской Республики, которое сначала просило увековечить память известного в Удмуртии поэта Кузебая Герда, однако из-за сложного имени и боязни того, что его будут коверкать, остановились на нынешнем названии. К западу от улицы находится улица Аносова, название которой также связано с Удмуртией, так как русский инженер Павел Петрович Аносов (1796—1851) много работал на Южном Урале и считается в Удмуртии земляком.

## Описание
Улица начинается от Мастеровой улицы, проходит на север параллельно улице Аносова и выходит на Перовскую.